# Liolaemus silvanae
Liolaemus silvanae este o specie de șopârle din genul Liolaemus, familia Tropiduridae, descrisă de Donoso-barros și Cei 1971. Conform Catalogue of Life specia Liolaemus silvanae nu are subspecii cunoscute.